# Sermorelin
Sermorelin (GRF 1-29) je analog insulinu sličnog faktora rasta 1. To je 29-aminokiselina dug polipeptid, koji je 1-29 fragment endogenog humanog hormona koji oslobađa faktor rasta. Smatra se da je on najkraći potpuno funkcionalni GHRH fragment. On se koristi za testiranje izlučivanja hormona rasta. On može da služi kao dopirajuća supstanca za sportiste.

## Spoljašnje veze
|  | Molimo Vas, obratite pažnju na važno upozorenje u vezi sa temama iz oblasti medicine (zdravlja). |